# Guy Ramos
Odysseu Guy Ramos (* 16. August 1985 in Rotterdam) ist ein kap-verdischer Fußballspieler, der auf der Position des Verteidigers spielt.

## Karriere

### Verein
Ramos begann seine Karriere 2005 beim niederländischen Zweitligisten FC Dordrecht und absolvierte bis 2010 136 Spiele für den Verein. 2011 wechselte er zum Erstligisten RKC Waalwijk, wo er bis 2013 unter Vertrag stand. Im Anschluss spielte er bis 2015 für Roda JC Kerkrade. Von 2015 bis 2018 war Ramos in der Schweizer Challenge League, der zweithöchsten Spielklasse, für den FC Wil aktiv.
Seit 2018 steht Ramos bei niederländischen Erstligisten Almere City unter Vertrag.

### Nationalmannschaft
Ramos ist seit 2008 für die kapverdische Fußballnationalmannschaft aktiv und wurde in den Kader für die Afrikameisterschaft 2013 berufen.